# Mandonguilles de bulgur amb iogurt
Mandonguilles de bulgur amb iogurt (turc: Yoğurtlu bulgur köftesi), són unes pilotes (mandonguilles o köfte) de bulgur fetes a la cuina turca, especialment a la Regions d'Anatòlia oriental i la Regió d'Anatòlia del Sud-est. Es fan pilotes de bulgur amb espècies i es bullen en aigua. Després se serveixen amb salses de iogurt amb all i de mantega fosa amb pul biber a sobre.
En algunes zones de Turquia també es fa servir el nom gıldırik köfte per aquestes mandonguilles, "gıldırik" és una paraula de procedència armènia.